# لو بین
لو بین (انگلیسی: Lü Bin؛ زادهٔ ۷ ژانویهٔ ۱۹۷۷) شناگر اهل چین بود.